# Choplifter II
Choplifter II (チョップリフターⅡ?) är ett shoot 'em up-spel utvecklat av Beam Software och utgivet av Victor Interactive Software 1991 till Game Boy.

## Handling
Spelaren skall styra en helikopter på fientligt territorium och rädda gisslan. Fåglar och fienden kan skada helikoptrar. Lyckas man rädda fler gisslan än uppdraget kräver får man även möjligheten att samla extrapoäng. Om man däremot förlorar gisslan tappar man continues; oavsett hur många liv spelaren då har.

### Fotnoter
1. ↑  ”Choplifter II” (på svenska). Nintendomagasinet (Kungsbacka: Atlantic) (28-29 1992):  sid. 24 (Power Player). juni-juli 1992. Läst 21 april 2014.